# Marc Baertsoen
Marc Baertsoen (Gent, 17 juli 1860 - aldaar, 19 februari 1934) was een Belgisch liberaal politicus.

## Levensloop
Na rechtenstudies aan de Gentse universiteit schreef Baertsoen zich in als advocaat aan de Gentse balie.
In 1891 werd hij als liberaal verkozen in de Gentse gemeenteraad, nog geen drie jaar later werd hij schepen voor Openbare Liefdadigheid en Rechtszaken. In 1907 werd hij schepen van Financiën. In 1900 verliet hij het schepencollege, in 1911 de gemeenteraad.
Hij werd journalist voor de Gentse krant La Flandre libérale. Tijdens de Eerste Wereldoorlog hield hij een dagboek bij over het leven in Gent onder de Duitse bezetting, het werd in 1922 gepubliceerd.
Baertsoen was ook buiten zijn schepenambt zeer actief in de liefdadigheid. Van 1908 tot 1933 was hij voorzitter van de Gentse Maatschappij der Werkerswoningen, de belangrijkste Gentse sociale huisvestingsmaatschappij. Tijdens de Eerste Wereldoorlog werd hij voorzitter van het Gentse Bureel van Weldadigheid, een functie die hij na de oorlog voortzette als eerste voorzitter van de Gentse Commissie voor Openbare Onderstand. Hij bleef voorzitter tot aan zijn dood in 1934.